# Gelée stellaire
 (mai 2023).
 (mai 2023).
Améliorez-le ou discutez des points à vérifier. 
 (mai 2023).
La mise en forme du texte ne suit pas les recommandations de Wikipédia : il faut le « wikifier ».
Les points d'amélioration suivants sont les cas les plus fréquents. Le détail des points à revoir est peut-être précisé sur la page de discussion.
- Les titres sont pré-formatés par le logiciel. Ils ne sont ni en capitales, ni en gras.
- Le texte ne doit pas être écrit en capitales (les noms de famille non plus), ni en gras, ni en italique, ni en « petit »…
- Le gras n'est utilisé que pour surligner le titre de l'article dans l'introduction, une seule fois.
- L'italique est rarement utilisé : mots en langue étrangère, titres d'œuvres, noms de bateaux, etc.
- Les citations ne sont pas en italique mais en corps de texte normal. Elles sont entourées par des guillemets français : « et ».
- Les listes à puces sont à éviter, des paragraphes rédigés étant largement préférés. Les tableaux sont à réserver à la présentation de données structurées (résultats, etc.).
- Les appels de note de bas de page (petits chiffres en exposant, introduits par l'outil «  Source ») sont à placer entre la fin de phrase et le point final[comme ça].
- Les liens internes (vers d'autres articles de Wikipédia) sont à choisir avec parcimonie. Créez des liens vers des articles approfondissant le sujet. Les termes génériques sans rapport avec le sujet sont à éviter, ainsi que les répétitions de liens vers un même terme.
- Les liens externes sont à placer uniquement dans une section « Liens externes », à la fin de l'article. Ces liens sont à choisir avec parcimonie suivant les règles définies. Si un lien sert de source à l'article, son insertion dans le texte est à faire par les notes de bas de page.
- La présentation des références doit suivre les conventions bibliographiques. Il est recommandé d'utiliser les modèles {{Ouvrage}}, {{Chapitre}}, {{Article}}, {{Lien web}} et/ou {{Bibliographie}}. Le mode d'édition visuel peut mettre en forme automatiquement les références.
- Insérer une infobox (cadre d'informations à droite) n'est pas obligatoire pour parachever la mise en page.

Pour une aide détaillée, merci de consulter Aide:Wikification.
Si vous pensez que ces points ont été résolus, vous pouvez retirer ce bandeau et améliorer la mise en forme d'un autre article.
La gelée stellaire (également appelée astromyxine, gelée des étoiles ou gelée astrale) est une substance gélatineuse présente dans les folklores occidentaux. Elle est censée se trouver sur de l'herbe ou même sur les branches des arbres à la suite de pluies de météores. 
La gelée stellaire est décrite comme une gelée translucide ou blanc-grisâtre qui a tendance à s'évaporer peu de temps après être "tombée". Des explications variées de ce que pourrait être cette matière ont été données : restes de grenouilles, crapauds, ou vers, sous-produits de cyanobactéries, et même diverses explications paranormales,,,. Les témoignages de l'existence de cette substance datent du XIVe siècle pour les plus anciens et ont continué d'être rapportés jusqu'à nos jours,.

## Histoire
Il y a eu des témoignages de "gelée stellaire" pendant des siècles. Jean de Gaddesden (1280-1361), par exemple, mentionne la stella terrae (latin pour "étoiles de la terre" ou "terre-étoile") dans ses écrits médicaux, la décrivant comme "une certaine substance mucilagineuse étendue sur la terre" et suggère qu'elle pourrait être utilisée pour traiter les abcès. Un glossaire médical du XIVe siècle (en latin) a une entrée pour uligo, avec pour description "une certaine substance graisseuse sortant de terre, qui est communément appelé "étoile tombée du ciel". De façon similaire, l'Oxford English Dictionary, un dictionnaire anglais-latin datant de 1440 environ, a une entrée pour "sterre slyme" avec pour équivalent latin donné assub (un terme issu de l'arabe ash-shuhub utilisé dans le latin médiéval pour désigner l'aspect "tombant" ou "filant" d'une étoile). Il liste un grand nombre d'autres noms pour cette substance : résidu d'étoile, gelée d'étoile, jet d'étoile, limon d'étoile, vase d'étoile...
Le myxomycète Enteridium lycoperdon est appelé "caca de luna" (excrément lunaire) par les locaux dans l'état de Veracruz au Mexique.
Un long article dans le magazine paranormal Fate (magazine) a déclaré la gelée stellaire être d'origine extraterrestre, la qualifiant de "matière organique cellulaire" qui existerait en tant que "nuages moléculaires préstellaires" flottant dans l'espace.[citation nécessaire]
Dans le livre The Book of British Amphibians and Reptiles (page 138), l'auteur M. Smith affirme que la gelée stellaire est probablement formée à partir des glandes dans les oviductes de grenouilles et de crapauds. Les oiseaux et les mammifères mangent en effet l'animal mais pas ses oviductes qui, en entrant en contact avec de l'humidité de l'environnement après avoir été régurgités, enflent et se désagrègent, se changeant en des amas de substance gélatineuse parfois aussi désignée sous le nom de gelée de loutre.
En 1910, T. Mckenny Hughes publia dans Nature ses interrogations sur la raison pour laquelle les météores ont été associés à la gelée stellaire par les poètes et les écrivains anciens, et a observé que la gelée semble "pousser hors du sol parmi les racines de l'herbe".

## Témoignages
- D'après le Scientific American, le 11 novembre 1846, un objet lumineux d'une taille estimée d'1,2 mètre de diamètre est tombé à Lowville dans l'État de New York, laissant derrière lui un amas de gelée luminescente nauséabonde qui a disparu rapidement[13]
- En 1950, quatre policiers de Philadelphie en Pennsylvanie ont rapporté la découverte d'un "disque arrondi de gelée frémissante, de 6 pieds de diamètre, au centre d'un pied d'épaisseur et vers les bords d'un ou deux pouces." Lorsqu'ils ont tenté de s'en saisir, l'amas s'est d'après eux dissout en une "mousse collante et sans odeur"[14],[15],[16]. Cet incident a inspiré le film de 1958 Danger planétaire, dont le titre original est The Blob[17].
- Le 11 août, 1979, une habitante de Frisco (Texas) du nom de Sybil Christian a rapporté la découverte de plusieurs amas de gelée violette sur ses plates-bandes après la pluie de météores des Perséides. Une investigation par des journalistes et un assistant directeur du Fort Worth Museum of Science and History a découvert une station de recyclage des batteries en dehors de la ville où de l'hydroxyde de sodium était utilisé pour nettoyer les impuretés du plomb dans les batteries, produisant dans le procédé un résidu violet. Ce rapport a cependant été accueilli avec scepticisme, car les résidus en question produits par la station de recyclage étaient solides, tandis que les amas dans le jardin de Sybil Christian étaient gélatineux. Il a toutefois aussi été noté que Sybil Christian avait tenté de les retirer de son jardin en le nettoyant avec un tuyau d'arrosage[18].
- En décembre 1983, une gélatine huileuse grisâtre serait tombée sur North Reading (Massachusetts). Thomas Grinley a rapporté l'avoir trouvée dans son jardin, sur le bord de la rue, et coulant des pompes d'une station-service[4].
- À plusieurs occasions en 1994, une "pluie gélatineuse" serait tombée sur Oakville (Washington). L'histoire a été le sujet principal d'un épisode de 1995 de la série Unsolved Mysteries[19]. Une vidéo de National Geographic intitulée "Mystery Goo Rain" avance une théorie du complot en utilisant une interview avec le microbiologiste Mike McDowell, qui affirme avoir effectué des tests sur la substance et suppose qu'il pourrait s'agir d'une "matrice" contenant des échantillons de Pseudomonas fluorescens et Enterobacter cloacae qui pourraient causer des maladies à ceux qui la touchent. Dans la vidéo, McDowell affirme que "les échantillons ont disparu" et que, lorsqu'il a demandé à ses supérieurs ce qui leur était arrivé, on lui a donné la réponse "ne pose pas de questions", le menant à croire que "cette substance a été fabriquée par quelqu'un dans un but précis" et que sa ville "avait été choisie comme un site de test"[20].
- De la gelée stellaire aurait été trouvée sur diverses collines écossaises durant l'automne de 2009[5].
- De la gelée stellaire aurait été trouvée sur les falaises des environs d'Ullswater dans le Lake District en octobre 2011[21].
- Des scientifiques financés par la National Geographic Society en 2009 ont effectué des tests sur des échantillons trouvés aux États-unis, mais n'ont trouvé en lui aucune trace d'ADN[5].

## Analyse scientifique et théories
Thomas Pennant au XVIIIe siècle pensait que la gelée stellaire devait être "une chose vomie par les oiseaux ou les animaux".

### Cyanobactéries
Nostoc, un type d'algue bleu-vert (cyanobactéries) vivante dans les eaux fraiches, forme des colonies sphériques faites de filaments de cellules dans une gaine gélatineuse. Quand sur le sol, il est d'habitude trop discret pour être vu ; mais après la pluie, il se gonfle et prend l'apparence bien visible d'une masse gélatineuse qui est parfois assimilée à la gelée stellaire.

### Oeufs d'amphibiens

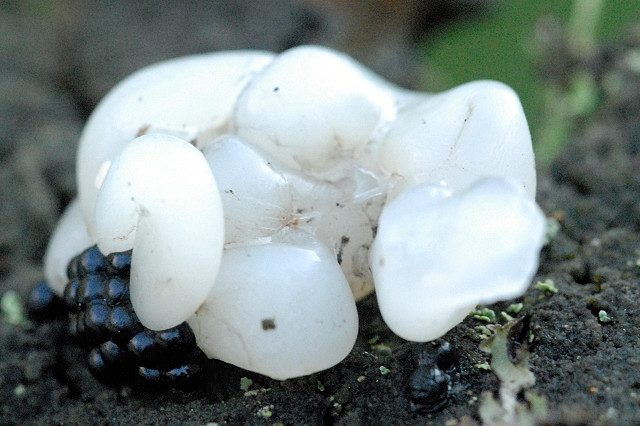
Oviductes d'amphibiens régurgités par leurs prédateurs (l'objet noir dans le coin inférieur gauche est une grappe d'œufs).

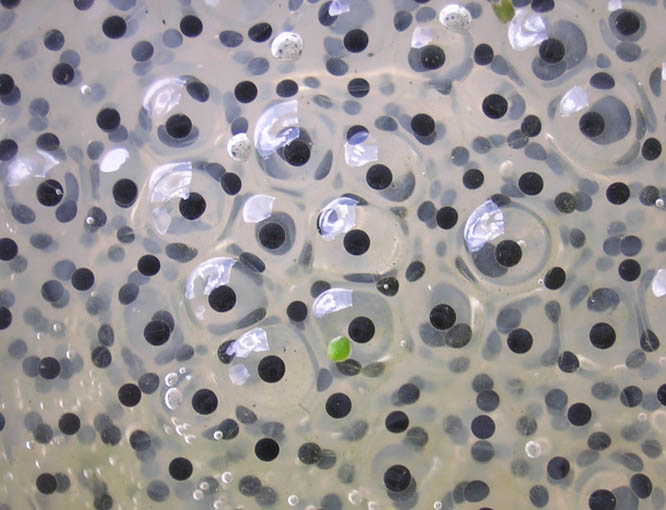
Œufs d'amphibiens entourés de gélatine.

Dans certains cas il peut s'agir d'amas d’œufs gélatineux d'amphibien qui auraient été régurgités par leurs prédateurs. Les termes allemands Sternenrotz (morve stellaire) et Meteorgallerte (gelée de météore) sont connus pour désigner des amas d’œufs d'amphibien plus ou moins digérés puis régurgités par leurs prédateurs (Schlüpmann, 2007). Ces résidus sont assez faciles à identifier par leur odeur et se trouvent en hiver et au début du printemps près des sites de ponte des grenouilles. Dans l'épisode 3 de la saison 4 de la série Nature's Weirdest Events sur BBC (le 14 janvier 2015) Chris Packman a montré un spécimen de "gelée stellaire" et l'a envoyé au Museum d'histoire naturelle de Londres en vue d'une analyse ADN par le docteur David Bass qui a confirmé qu'il s'agissait de matière organique provenant d'une grenouille. Il a aussi trouvé dans la gelée des traces de pie qui pourraient indiquer le sort de la grenouille.
Plusieurs dépôts ont été découverts dans la réserve naturelle de Ham Wall en Angleterre en février 2013. Il a été proposé qu'il s'agissait de grappes d’œufs non fertilisés de grenouille, mais - contrairement à quelques témoignages - la substance n'a pas encore été formellement identifiée.

### Champignons

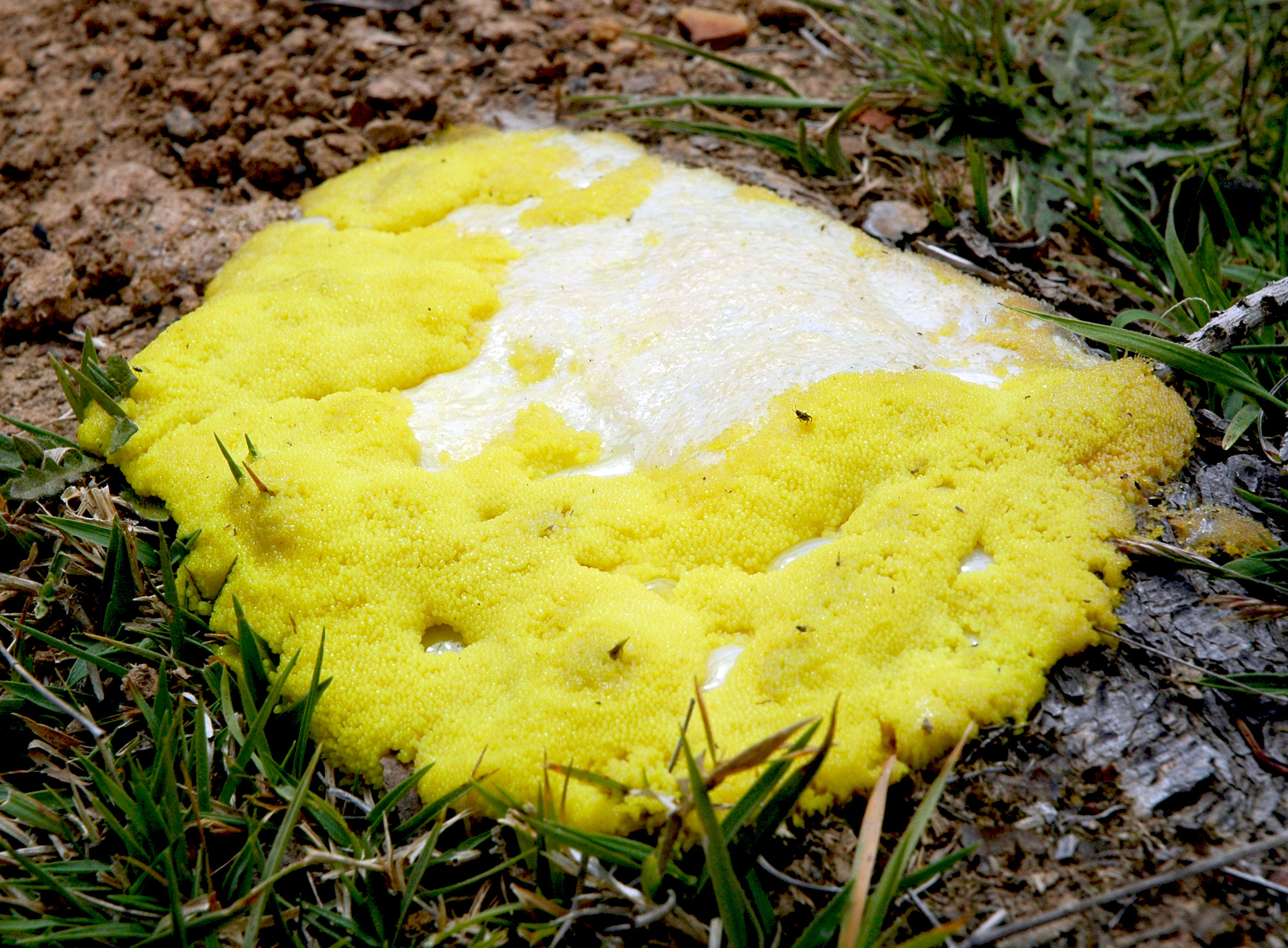
Plasmode de Fuligo septica, un myxomycète.

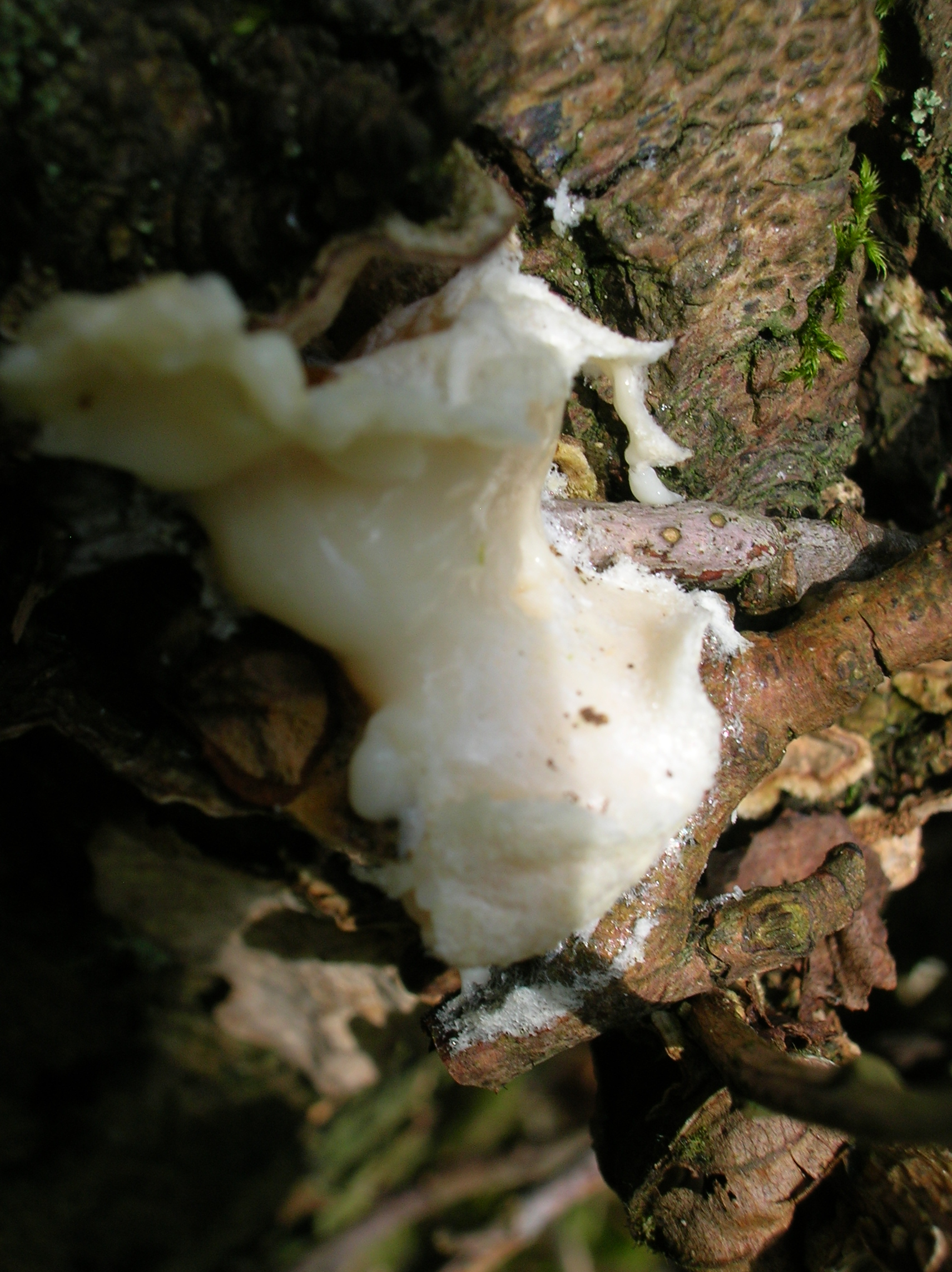
Le myxomycète Reticularia lycoperdon dans sa phase d'aethalium

Les myxomycètes sont des causes possibles, car leur apparition est assez soudaine, présentant une apparence très gélatineuse au premier abord pour plus tard prendre une forme poussiéreuse qui est dispersée par la pluie et le vent. Leur gamme de couleurs va du blanc le plus pur comme chez Enteridium lycoperdon au rose comme chez Lycogala epidendrum, ainsi qu'au violet, au jaune, au orange et au marron chez d'autres espèces.

### Substance artificielle
Des boules bleues de gelée seraient tombées en pluie dans le jardin d'un homme de Dorset en janvier 2012,. Après des analyses, il a été démontré qu'il s'agissait de granules de polyacrylate de sodium, une sorte de polymère superabsorbant ayant divers usages, dont des usages agricoles. Ils étaient probablement déjà présents sur le sol du jardin dans leur état déshydraté, et étaient restés inaperçus jusqu'à avoir absorbé l'eau de la pluie et avoir ainsi gagné en taille.

## Dans la fiction
- Sir John Suckling, en 1641, a écrit un poème faisant référence à la gelée stellaire[2].
- Henry More y fit également référence en 1656[2],[4].
- John Dryden également, en 1679[29].
- William Somervile également, en 1740 dans The Talisman[2].
- Sir Walter Scott également dans son roman The Talisman[2].
- Une substance non identifiable qui tombe à terre lors d'un événement de type météoritique est à la base de la nouvelle La Couleur Tombée du Ciel écrite en 1927 par l'auteur américain d'horreur et de science-fiction H. P. Lovecraft.
- Dans le film de 1978 L'Invasion des profanateurs, les spores alien qui tombent sur Terre en pluie a formé des amas de gelée qui ont germé jusqu'à former des fleurs qui avaient pour fonction de répandre des germes.
- Dans le livre The Isle of Blood par Rick Yancey, la gelée stellaire (dénommée "Pwdre Ser" dans le livre) est la salive d'un monstre appelé "Magnificum" et tombe sur Terre avec du sang et des restes humains, parfois tissés en une sorte de nid ou de bol appelé un "nidus". Quiconque entre contact avec la Pwdre Ser devient "infecté" et sa santé déclinera lentement jusqu'à ne plus être littéralement qu'un cadavre vivant.